# 稜齒龍屬
稜齒龍屬（意為「高冠狀的牙齒」）是稜齒龍科恐龍的唯一一屬，生存於早白堊紀的歐洲。稜齒龍是種小型、二足、植食性恐龍，也有可能是雜食性。有大量的稜齒龍化石發現於英格蘭。稜齒龍身長約2公尺。

## 發現與種

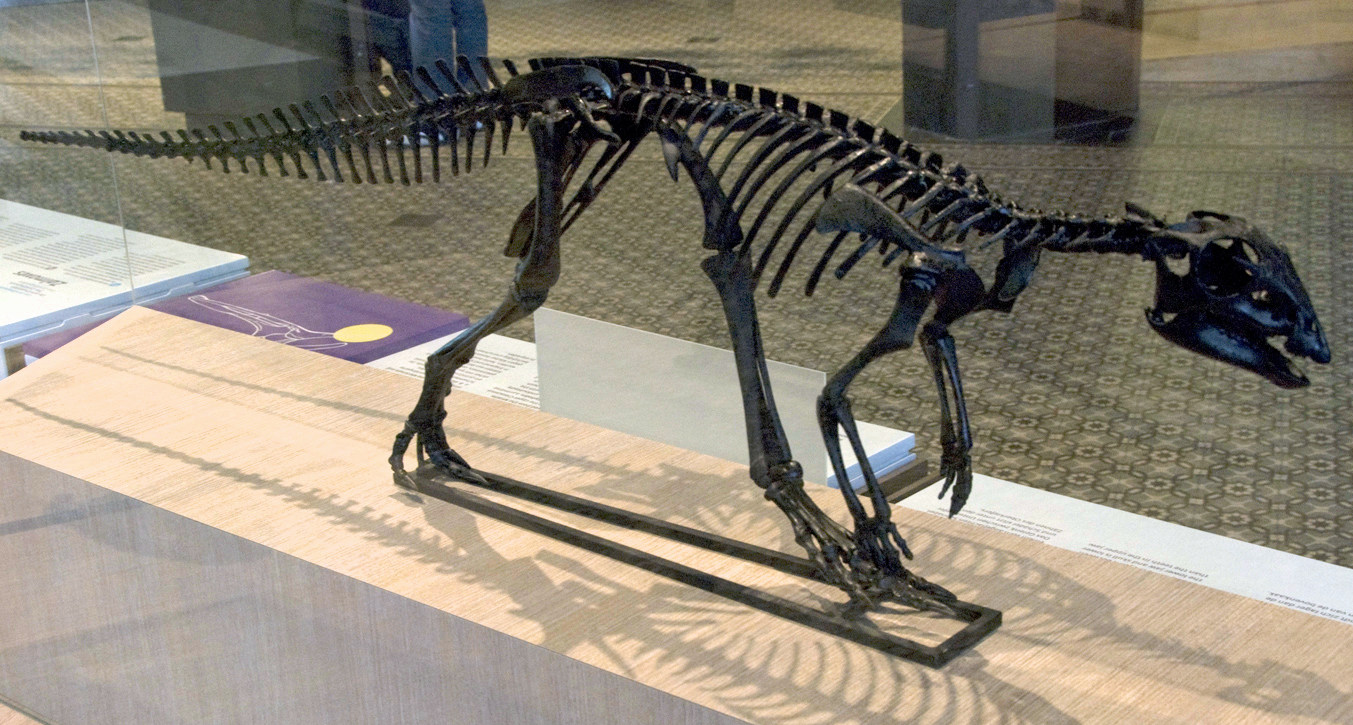
稜齒龍的骨架模型，位於比利時自然科學博物館

稜齒龍的第一個骨骸是在1849由早期古生物學家發現。然而在當時，這些骨頭被認為屬於年輕禽龍。直到1870年代，古生物學家湯瑪斯·亨利·赫胥黎（Thomas Huxley）發表了稜齒龍的完整敘述。在稜齒龍第一個種被命名後，威廉·達爾文·福克斯（William Darwin Fox）牧師提供赫胥黎大量的稜齒龍化石。
早期古生物學家將這種小型、二足、植食性恐龍塑造成不同模樣。在1882年，有些古生物學家提出稜齒龍如同現代樹袋鼠，能夠攀爬樹以尋找躲藏處。這個觀點持續了一世紀。然而在1974年，彼得·加爾東（Peter M. Galton）提出稜齒龍更準確的肌肉與骨骼結構，並說服了大多數古生物學家稜齒龍是生存於地面上。
之後發現了3個接近完整的化石，以及20個較差的化石，尤其是在英格蘭南部海岸的威特島。在威特島的一個地點中發現12隻稜齒龍化石集合在一起，可能是一群恐龍被上漲的潮水困住。化石在其他地區如英格蘭南部、葡萄牙都有發現。
稜齒龍的兩側肋骨有軟骨構成的骨板，小頭龍與奇異龍也有類似的骨板。
目前稜齒龍只有一個種，就是赫胥黎當初所命名的福氏稜齒龍（H. foxii）。加爾東與詹森在1979年命名了另一種維氏稜齒龍（H. wielandi），化石是一個發現於美國南達科塔州的股骨，但該種現在被認為是原始鳥腳類恐龍的不確定屬。

## 古生物學

稜齒龍和人類的體型比較

稜齒龍是種相當小的恐龍，頭部只有成人的拳頭大小。雖然沒有細顎龍那般小，但稜齒龍身長只有2.3公尺。稜齒龍的高度只有達到成年人類的腰部，重達50到70公斤。
如同大部分小型恐龍，稜齒龍是二足恐龍，並以二足奔跑。稜齒龍的體型適合奔跑：重量輕、迷你骨骸、體型低、氣動性體型、長腿、做為平衡用的硬挺尾巴。
因為稜齒龍的體型小，牠們以高度低的植被為食，極可能類似現代鹿以幼枝與根部為食的行為。根據稜齒龍頭顱骨的結構，以及位在頜部後方的牙齒，顯示稜齒龍有頰部，這種先進結構可幫助咀嚼食物。稜齒龍的頜部有28到30顆稜狀牙齒，上下頜的牙齒形成一個很好的咀嚼面，而且頜部鉸關節低於齒列，當上頜向外移動時，下頜會反向朝內移動，上下齒列便會不斷互相磨合，稜齒龍可能藉由這個方法，自行輪流磨尖這些牙齒。如同所有鳥臀目，這些動物的牙齒是不停的生長出來。
稜齒龍對於後代的照顧程度還不明確，但是已經發現整齊佈置的巢，顯示在孵化前已有部分照顧。目前已經發現大群的稜齒龍化石，所以稜齒龍可能以群體行動。因此稜齒龍類經常被比喻為中生代的鹿，尤其是稜齒龍。
儘管稜齒龍生存於恐龍時代最後一期白堊紀，牠們仍擁有許多原始特徵。例如，稜齒龍每個手掌有五個指骨，每個腳掌有四個指骨。大部分恐龍到了白堊紀失去這些多餘的特徵。雖然稜齒龍的喙狀嘴如同大部分鳥臀目的嘴部，牠們的頜部前方仍擁有三角形牙齒。大部分恐龍到了這個時代，都失去了前部的牙齒。但對於稜齒龍的前部牙齒，是否具有特殊功能仍在爭論中。

## 外部連結
- FPDM : Hypsilophodon foxii
- DinoWight - 稜齒龍，一種在威特島發現的稜齒龍科恐龍